# Ceratosebacina calospora
Ceratosebacina calospora är en svampart som först beskrevs av Bourdot & Galzin, och fick sitt nu gällande namn av P. Roberts 1998. Ceratosebacina calospora ingår i släktet Ceratosebacina, ordningen Auriculariales, klassen Agaricomycetes, divisionen basidiesvampar och riket svampar.   Inga underarter finns listade i Catalogue of Life.
I den svenska databasen Dyntaxa används istället namnet Sebacina calospora för samma taxon.  Arten är reproducerande i Sverige.